# 植垣康博
植垣 康博（うえがき やすひろ、1949年〈昭和24年〉1月2日 - 2025年〈令和7年〉1月23日）は、連合赤軍の元活動家。静岡市葵区で「スナック・バロン」を経営していた。

## 経歴・人物
静岡県榛原郡金谷町（現・島田市）生まれ。父親は農場長で、町の有力者の一人。
静岡大学教育学部附属島田中学校から静岡県立藤枝東高等学校に入学。地質学に興味を持ち1968年4月に弘前大学理学部物理学科に入学。大学入学後、なりゆきで民青に加盟するが、学内活動においてはあくまでクラス代表としての立場を取り、必ずしも民青の方針に沿った活動をしていたわけではなかったので、民青幹部から批判を受けることもあった。一方で民青の指示により反代々木派学生の排除（反代々木派学生に対する暴行を含む）を行い、民青・共産党から一定の評価を得るも、反代々木派を全否定する民青に対し、植垣自身はむしろ反代々木派にも一理あると感じたという。やがて民青の反代々木派学生に対する暴行に嫌気がさすようになり、1969年4月に脱退。その後反代々木派に転じる。
1969年夏に弘前大全共闘を結成しバリケード封鎖を行う。その最中、福島医科大学の梅内恒夫が指導にやって来た際に共産主義者同盟赤軍派に誘われて同党派に参加。10.21国際反戦デー闘争に参加し（但し赤軍派から指示が来なかったので知人のつてで第四インターの隊列に加わる）、新宿で逮捕され、1970年12月中旬まで獄中生活を送ることになった。その後赤軍派の活動に復帰し、横浜・寿町で活動。また、早大生・山崎順（後に山岳ベース事件で殺害される）を獲得。
1971年に赤軍派として坂東國男の率いる隊に入り、山崎順らと共に「M作戦」と呼ばれる一連の金融機関強盗を行った。赤軍派が京浜安保共闘と統一して連合赤軍となると、兵士のリーダー的存在となり山岳ベース事件にも加担。榛名ベースの会議の席で相思相愛を表明した恋人の死に直面する。また、自身も総括要求をされ、一時は正座をするが、それ以上の殴打や緊縛には至らないまま有耶無耶になり、結果的に言葉以上の総括要求をされて生還した唯一のメンバーとなった。
1972年2月16日、妙義ベースに捜査の手が迫ると、植垣ら連合赤軍の残存メンバー9人は長野県佐久市に移動することを決定し、登山の経験のある植垣の先導で雪深い裏妙義を通って群馬県を脱出、長野県に入る（これを「山越え」という）。しかしその後、警察の包囲網を突破した気の緩みから、連合赤軍の持っていた地図にはまだ載っていなかった軽井沢レイクニュータウンに迷い込む。
2月19日、連合赤軍メンバー3人と共に食料などを買出しに行った際、軽井沢駅のホームで警官から職務質問を受け、所持していたピース缶爆弾や散弾、ナイフが見つかったため逮捕された（残った坂口弘ら5人があさま山荘事件を起こす）。
1977年9月に日本赤軍がダッカ事件を起こしたとき、釈放要求メンバーに植垣も指名されたが、「日本に残って連合赤軍問題を考えなければならない」として要求を拒否した。この後、「出国するわけにはいかなかった」と証言している。また、連合赤軍事件の公判では森恒夫が自殺（1973年）、坂東國男が超法規的措置で釈放逃亡（1975年）と連合赤軍事件の公判において赤軍派出身幹部がいなくなっており、連合赤軍事件の被告人の中で赤軍派出身として裁判に臨む者は少なくなっていた（連合赤軍幹部として認知度が高い永田洋子と坂口弘は京浜安保共闘出身）。
一審、二審と懲役20年（求刑・無期懲役）を言い渡され上告したが、1993年2月19日、最高裁も上告を棄却し刑が確定した。未決勾留期間が差し引かれ、残り5年半の懲役となる。懲役では、１着40万円するミンクのコートを手掛けていたという。1998年10月6日に出所。2005年、自らが経営するスナック「バロン」のアルバイト従業員である33歳年下の中国人留学生と結婚し、一男をもうける。
2021年夏、脳出血により視力が落ちる。
2025年1月23日、誤嚥性肺炎のため静岡市の介護施設で死去。76歳没。3月5日、親族と関係者により静岡市営愛宕霊堂に納骨された。
後年、植垣は12人同志殺しの山岳ベース事件について「集団狂気に陥ったり誰かにマインドコントロールされたわけではなく、集団を支える強固な論理構造があった。自分が森の立場だったら同じことをやってしまった可能性が高いと思う」と述べている。また、自身が生還できた理由については、「運が良かったとしか言えないけど、僕は手先が器用で大工仕事ができたからだと思う。幹部たちも僕がいないと小屋も作れない。技術が身を助けたのかもしれない」と述べている。

### 軽井沢駅で逮捕された理由
植垣は国鉄（当時）軽井沢駅で逮捕されたが、理由は2つある。
体臭
植垣は軽井沢駅のキヨスクでタバコと新聞を買ったが、山岳ベースでの逃亡生活のため風呂に入っておらず、悪臭が漂っていた。このにおいをかいだキヨスクの中年女性売店員が不審に思い、軽井沢警察署員に通報した。
職務質問の際、長野市にない地名をしゃべったこと
植垣は長野行きの普通列車に乗り込もうとしたところ、軽井沢署員に呼び止められ、職務質問を受けた。その際、「長野市内幸町の友人宅へ行く」としゃべったが、長野市には内幸町という地名はなかった。
署員は「そんな地名はないぞ」と植垣を問い詰めた。これで逃げ切れないと感じた植垣は大立ち回りを演じた末、逮捕された。

## 著書
- 兵士たちの連合赤軍（1984年、彩流社）
- 連合赤軍27年目の証言（2001年、彩流社）

## 出演
- 朝まで生テレビ!「激論!オウム・連合赤軍は終わらない?!」（2004年3月27日）
- NNNドキュメント「狂気の正体　連合赤軍兵士 41年目の証言」（2013年2月24日）

## 植垣康博を描いた作品
- 映画『実録・連合赤軍 あさま山荘への道程』(2008年公開) - 役者の中泉英雄が、植垣康博を演じる。

- 漫画『レッド』(作者:山本直樹、2006-2018年) - 岩木泰広のモデルが、植垣康博。